# Капыстичи
Капыстичи — село в Рыльском районе Курской области. Входит в Березниковский сельсовет.

## География
Село находится на реке Сейм, в 94 км западнее Курска, в 18 км к северо-востоку от районного центра — города Рыльск, в 9,5 км от центра сельсовета — Березники.
Климат
Капыстичи, как и весь район, расположен в поясе умеренно континентального климата с тёплым летом и относительно тёплой зимой (Dfb в классификации Кёппена).
| Показатель                                                                   | Янв. | Фев. | Март | Апр. | Май  | Июнь | Июль | Авг. | Сен. | Окт. | Нояб. | Дек. | Год  |
| ---------------------------------------------------------------------------- | ---- | ---- | ---- | ---- | ---- | ---- | ---- | ---- | ---- | ---- | ----- | ---- | ---- |
| Средний суточный максимум, °C                                                | −3,7 | −2,7 | 3,3  | 13,3 | 19,5 | 22,8 | 25,2 | 24,6 | 18,3 | 10,8 | 3,7   | −0,9 | 11,2 |
| Средняя температура, °C                                                      | −5,7 | −5,2 | −0,3 | 8,5  | 14,9 | 18,5 | 20,9 | 20   | 14,1 | 7,5  | 1,5   | −2,8 | 7,7  |
| Средний суточный минимум, °C                                                 | −8,1 | −8,3 | −4,4 | 3    | 9,2  | 13,2 | 15,9 | 14,9 | 9,9  | 4,1  | −0,8  | −5   | 3,6  |
| Норма осадков, мм                                                            | 49   | 44   | 47   | 50   | 64   | 70   | 81   | 54   | 58   | 55   | 49    | 49   | 670  |
| Источник: Погода по месяцам c ru.climate-data.org(дата обращения: Июнь 2021) |      |      |      |      |      |      |      |      |      |      |       |      |      |

## История
В XVII веке в Капыстичах уже действовала Введенская церковь. Новые церковные здания возводились в 1634 (7143 от сотворения мира), 1652 (7160) и 1699 (7207) годах. Современная каменная Введенская церковь была выстроена в 1848 году.

## Население
| 2002 | 2010 |
| ---- | ---- |
| 363  | ↘211 |

## Инфраструктура
Личное подсобное хозяйство. В селе 231 дом.

## Транспорт
Капыстичи находится в 12 км от автодороги регионального значения 38К-017 (Курск — Льгов — Рыльск — граница с Украиной), в 9 км от автодороги 38К-040 (Хомутовка — Рыльск — Глушково — Тёткино — граница с Украиной), на автодороге межмуниципального значения 38Н-705 (38К-040 — Капыстичи), в 16,5 км от ближайшей ж/д станции Рыльск (линия 358 км — Рыльск).
В 169 км от аэропорта имени В. Г. Шухова (недалеко от Белгорода).

## Достопримечательности
- Церковь Введения во храм Пресвятой Богородицы (1848 г.)
- Курган и городища
- Озеро Малино[11]